# Verkehrsmuseum Frankfurt am Main

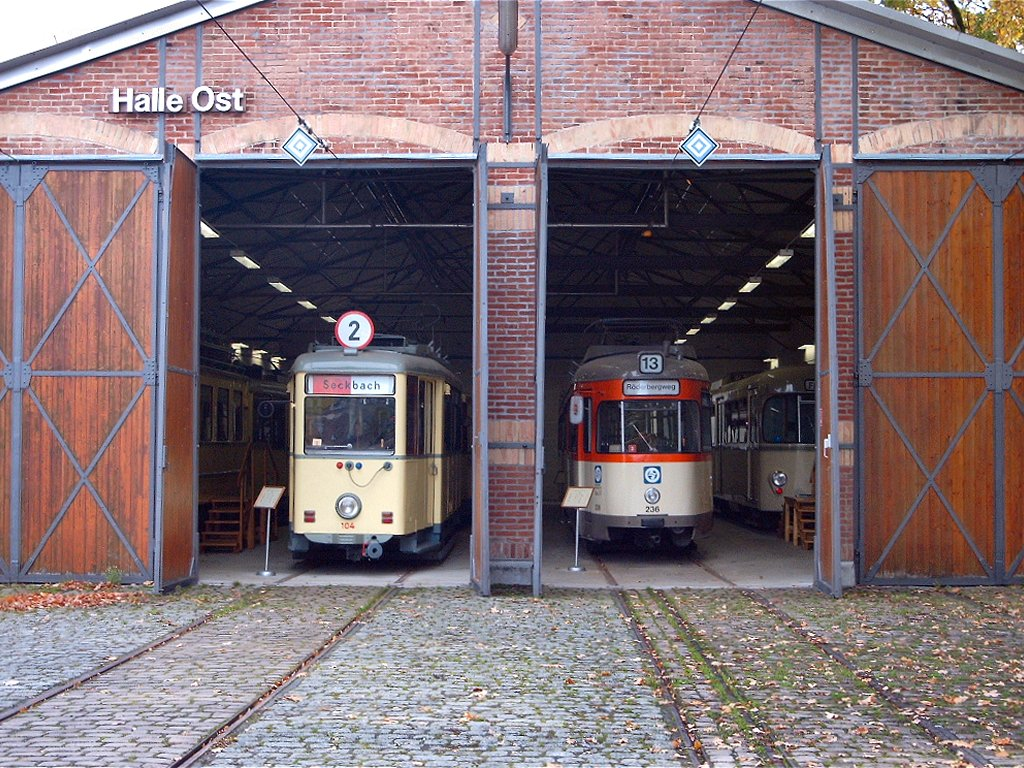
Halle Ost mit K- (links) und L-Triebwagen (rechts)

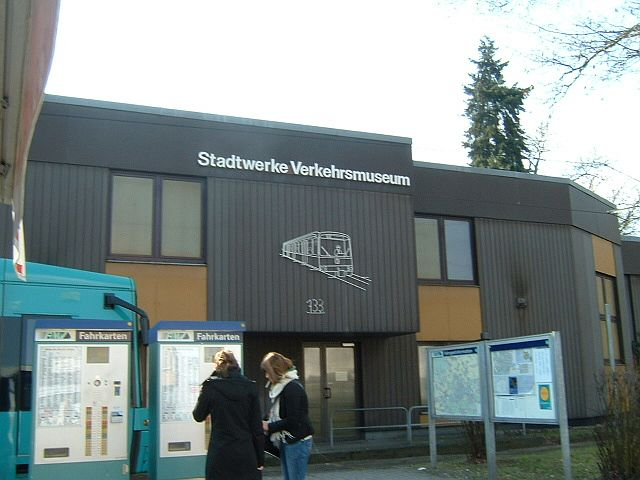
Eingang des Museums (Westhalle)

Das Verkehrsmuseum Frankfurt am Main (früher: Stadtwerke Verkehrsmuseum Schwanheim) ist ein der Verkehrsgeschichte des städtischen Nahverkehrs in Frankfurt am Main und dem Rhein-Main-Gebiet gewidmetes Verkehrsmuseum im Frankfurter Stadtteil Schwanheim. Das Museum ist zugleich Firmenmuseum der Stadtwerke Frankfurt am Main und der Verkehrsgesellschaft Frankfurt (VGF). Es ist ein Bestandteil der Route der Industriekultur Rhein-Main. Seit Anfang 2022 ist die Westhalle des Museums wegen Mängeln beim Brandschutz bis auf weiteres geschlossen. Diskutiert wurden eine Sanierung der Westhalle sowie ein Abriss mit Neubau. Der Beginn der Bauarbeiten und der Termin für die Neueröffnung standen Anfang 2025 noch nicht fest.

## Geschichte

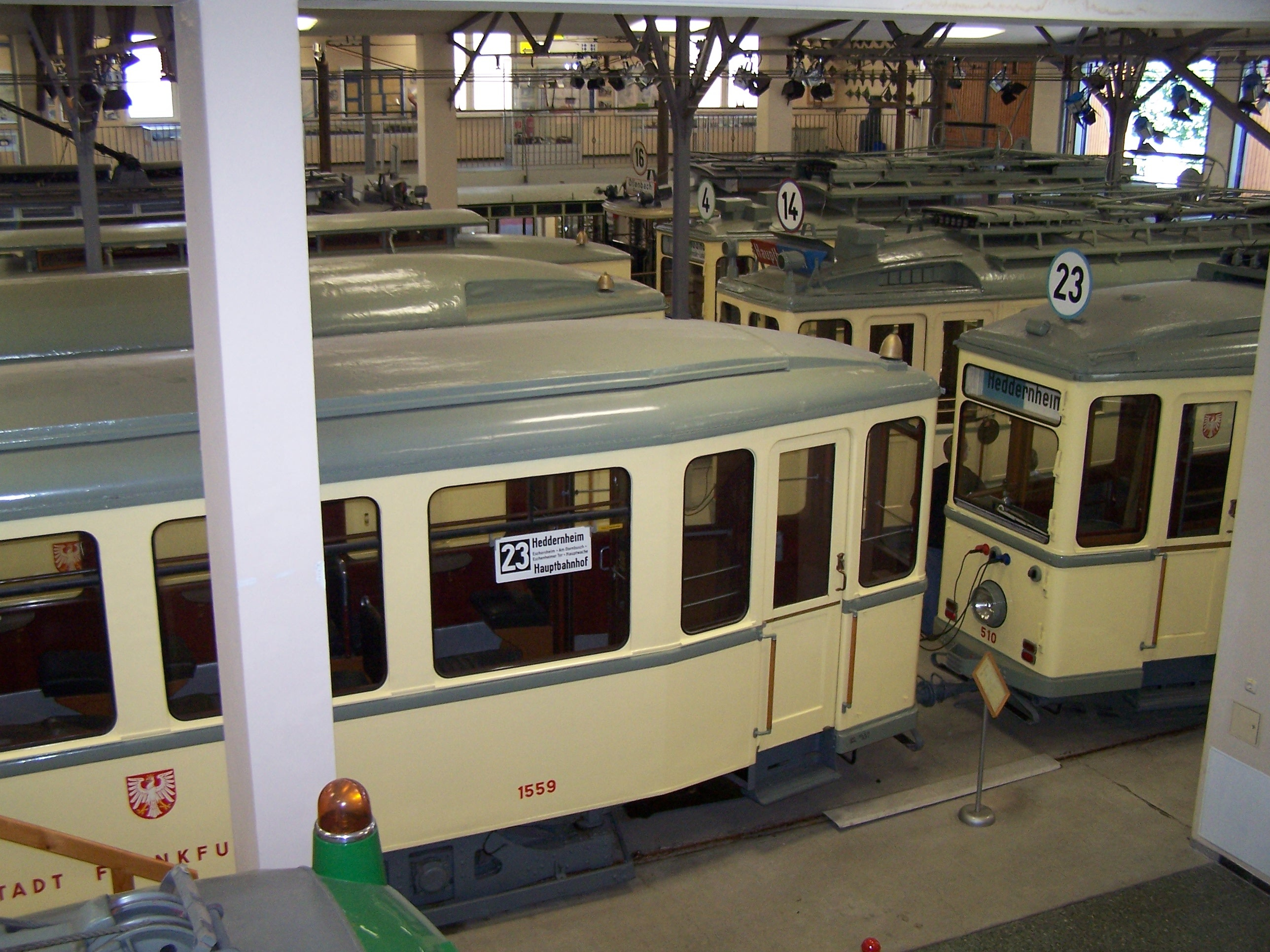
Blick von der südlichen Empore in die Westhalle

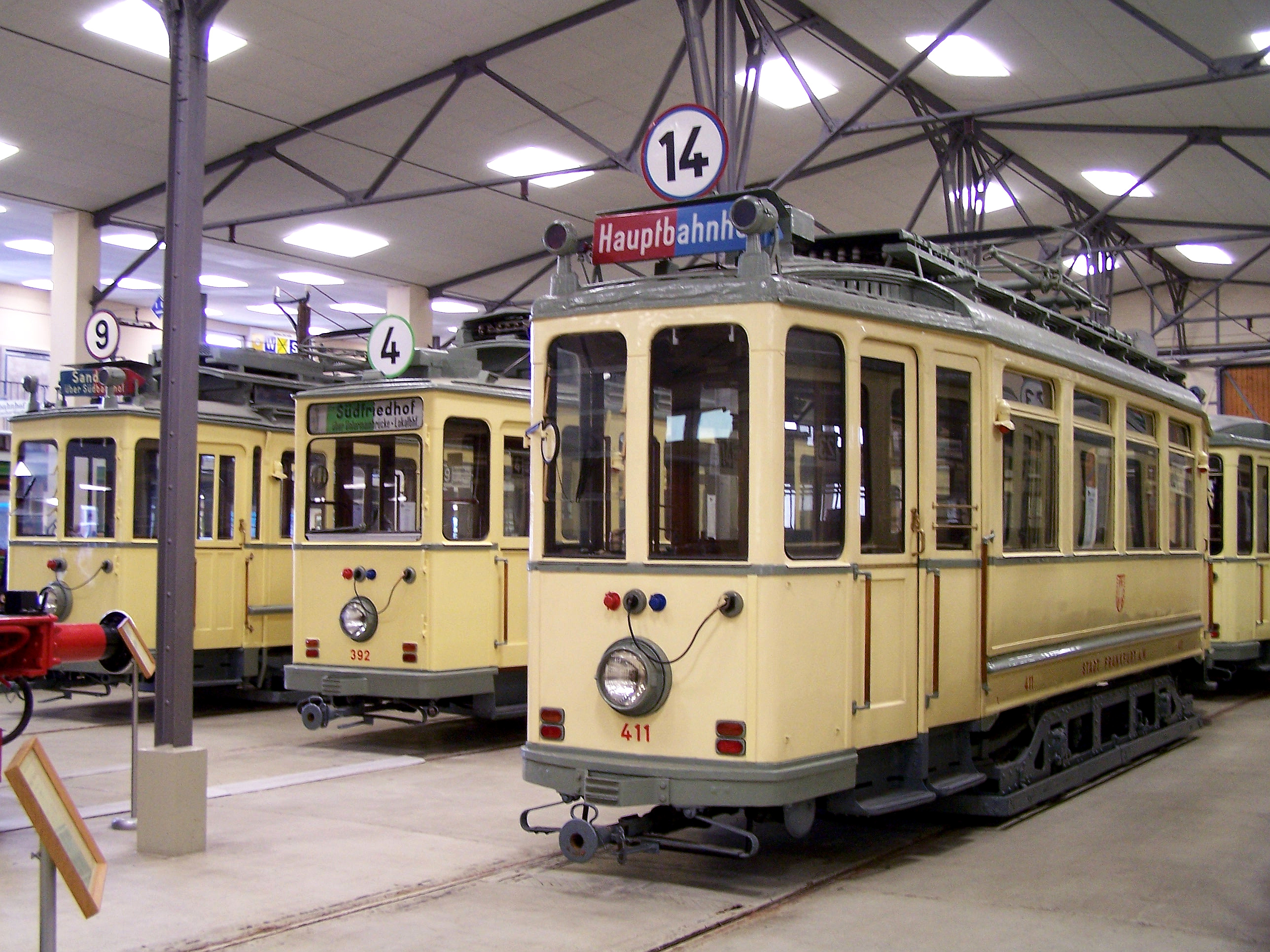
C- D- und F-Triebwagen in der Westhalle

Die Fahrzeugsammlung des Museums kann auf eine lange Tradition zurückblicken. Schon vor dem Ersten Weltkrieg wurden ein Trieb- und ein Beiwagen der Frankfurt-Offenbacher Trambahn-Gesellschaft sowie ein Pferdebahnwagen der Frankfurter Trambahn-Gesellschaft vor der Verschrottung bewahrt. Diese drei Fahrzeuge überlebten rein zufällig den Zweiten Weltkrieg und die Nachkriegszeit, da sie unter Planen verborgen im Depot Eckenheim abgestellt waren und so die Luftangriffe auf Frankfurt am Main überstanden. Erst 1950 wurden die Wagen durch den Straßenbahner Ernst Lebek wiederentdeckt.
Der Fund führte zu der Entscheidung, in Zukunft von jeder ausgemusterten Wagenbaureihe ein Exemplar zu erhalten. Ausgemusterte Fahrzeuge wurden in der Hauptwerkstatt mustergültig restauriert und ab den 1960er Jahren in den beiden Wagenhallen der ehemaligen Frankfurter Waldbahn in Frankfurt-Schwanheim untergestellt. In der Osthalle wurde ein provisorisches Museum eingerichtet, das jedoch für die Öffentlichkeit kaum zugänglich war. Dort waren einige Fahrzeuge und wenige weitere Exponate zu sehen. Mit der Zeit entstand in Schwanheim eine weltweit einmalige Sammlung, die die Entwicklung der Straßenbahn in Frankfurt nahezu lückenlos dokumentiert.
Öffentlich präsentiert wurden die Fahrzeuge ab Mitte der 1960er Jahre bis in die 1980er Jahre hinein ausschließlich bei besonderen Veranstaltungen, wie dem Tag der offenen Tür der Stadt Frankfurt am Main. Die Fahrzeuge wurden unter anderem in der dann eigens gesperrten Braubachstraße in der Frankfurter Altstadt abgestellt. Die Planungen für ein Museum begannen in den 1970er Jahren. Am 8. Mai 1984 konnte das Museum in der Westhalle eröffnet werden. 1986 wurde die Westhalle im südlichen Bereich erweitert und dort die Südempore gebaut. Die benachbarte Osthalle wurde 1987 eröffnet, so dass seitdem eine überdachte Ausstellungsfläche von rund 2200 Quadratmetern zur Verfügung steht. Damals wurden die beiden Fahrzeughallen jedoch nicht unter heutigen Brandschutz-Aspekten ertüchtigt. Heute steht das Museum, wenn es geöffnet ist auch für Veranstaltungen von Firmen zur Verfügung.

### Museumsverein

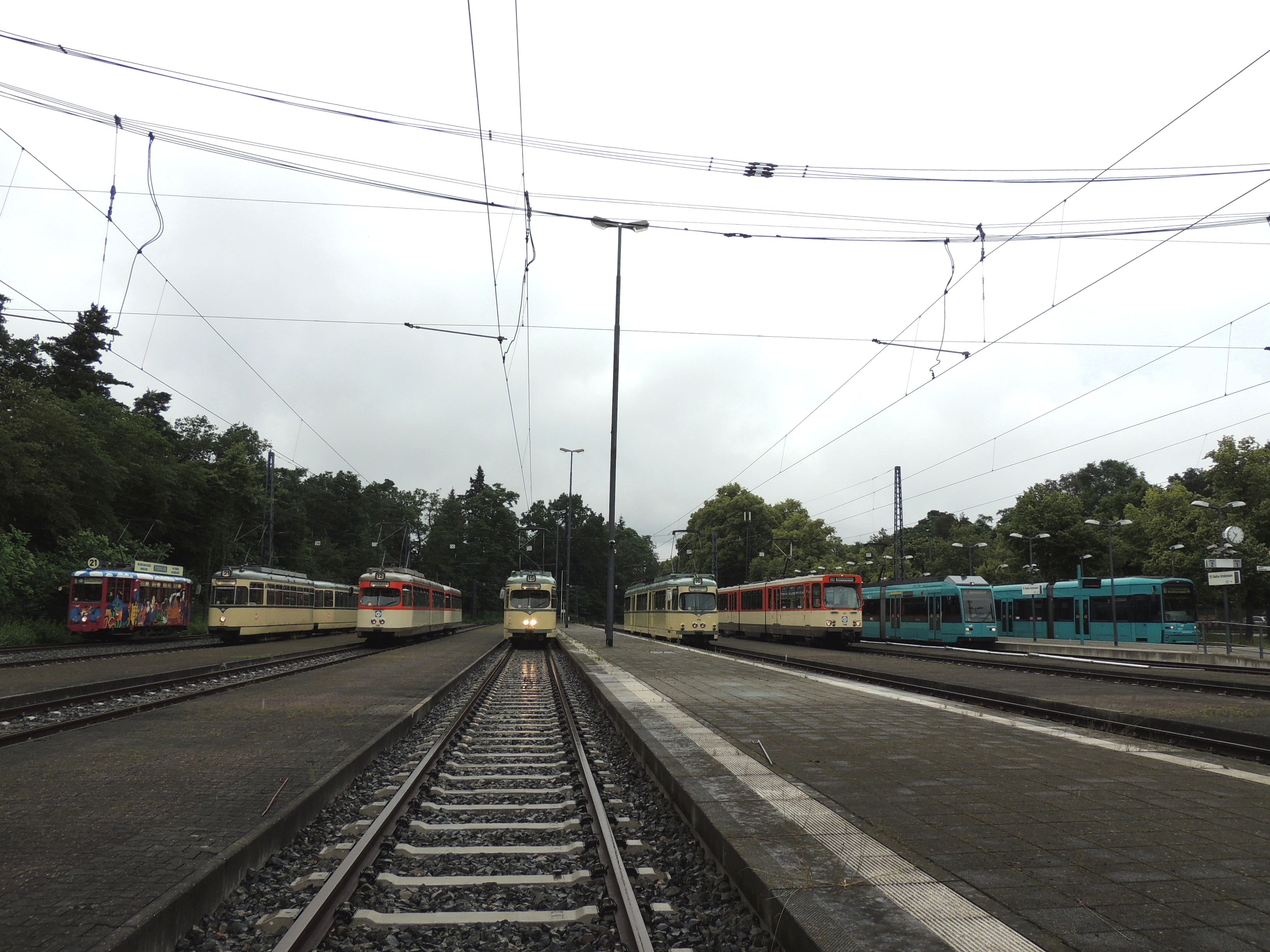
Treffen aller fahrfähigen Straßenbahn-Typen in Frankfurt 2016 in der Straßenbahn-Station „Stadion“

Da die VGF die ansteigenden Betriebskosten für das Museum nicht mehr auf Dauer alleine tragen wollte, wurde im November 2004 zum 1. Mai 2005 der Verein Historische Straßenbahn der Stadt Frankfurt am Main (HSF) gegründet, der den Museumsbetrieb ab dem 16. April 2006 dauerhaft übernommen hat. Außerdem sollte der Rückgang der Besucherzahlen gestoppt und neue Ideen umgesetzt werden. Dazu gehören u. a. spezielle Angebote für Kinder. 2008 wurde eine Umgestaltung der Dauerausstellung abgeschlossen und seitdem viele weitere Ausstellungen zu verschiedenen Themen, wie etwa dem Straßenbahnverkehr zwischen Frankfurt und Offenbach realisiert. Der Verein organisiert verschiedene Veranstaltungen, wie Sommerfest, Beträge zu Veranstaltungen wie dem „Frankfurter Tag der Verkehrsgeschichte“, der Luminale, der Nacht der Museen oder öffentliche Sonderfahrten, teilweise unter Sondermotto, wie bei dem Nikolaus-Express.
Neben der Durchführung des Museumsbetriebes dient der Verein dem Aufbau und Pflege eines Nahverkehrsarchivs und gleichzeitig des Unternehmensarchivs der VGF nach dem Hessischen Archivgesetz. Dafür werden die Unternehmensakten der VGF in das Nahverkehrsarchiv übernommen und für das Institut für Stadtgeschichte aufbereitet.
Wichtiges Ziel des Vereines ist auch die Zusammenführung am öffentlichen Nahverkehr Interessierter. Der Verein hat seinen Sitz im Eckenheimer Depot in Frankfurt-Eckenheim.

## Stadtbahnausstellung
Zum 40-jährigen Jubiläum der Aufnahme des Stadtbahnbetriebs in Frankfurt zwischen den Stationen Hauptwache und Nordweststadt wurde 2008 eine Ausstellung der Stadtwerke Frankfurt am Main zur Geschichte der Frankfurter Stadtbahn („U-Bahn“) aufgearbeitet. Aus Räumen in der Station Konstablerwache wurde die Ausstellung zur Station Kirchplatz in Bockenheim verlagert und ist im Rahmen bestimmter Veranstaltungen der Öffentlichkeit zugänglich.

## Das Verkehrsmuseum als Veranstaltungsort
- Das Frankfurter Verkehrsmuseum bietet sich als Ort für Veranstaltungen an, die in einen außergewöhnlichen Rahmen stattfinden sollen. Gründe für das Museum sind der Brückenschlag zu der Thematik des Museums ansonsten eher fernstehenden Personen und die Erschließung zusätzlicher Einnahmequellen für die eigene Arbeit. In erster Linie wird das Museum für Betriebsfeste genutzt.[6]
- Das Verkehrsmuseum beteiligt sich auch an der Nacht der Museen, die einmal jährlich Ende April stattfindet.
- Bei dem Tag der Verkehrsgeschichte, der jährlich stattfindet, bietet das Verkehrsmuseum in Zusammenarbeit mit der Historischen Eisenbahn Frankfurt und dem Frankfurter Feldbahnmuseum Veranstaltungen an. Die Veranstaltungsorte werden ebenfalls mit historischen Straßenbahn-Fahrzeugen und Omnibussen verbunden.[7]

## Exponate

### Schienenfahrzeuge
Alle im Museum ausgestellten Fahrzeuge sind optisch in gutem Zustand, aber gegenwärtig nicht betriebsfähig. Etliche Fahrzeuge sind rollfähig, jedoch darf kein Fahrzeug auf dem Straßenbahnnetz betrieben werden, da die Untersuchungsfristen abgelaufen sind. Als Fernziel ist in Zusammenarbeit mit der VGF die betriebsfähige Aufarbeitung einzelner Museumsexponate vorgesehen. Auch eine Erweiterung der Westhalle sowie die eventuelle Eröffnung eines weiteren Standortes im Stadtgebiet sind langfristig geplant.

#### Älteste erhaltene elektrische Straßenbahn
Besonders hervorzuheben unter den ausgestellten Fahrzeugen sind der weltweit älteste erhaltene elektrische Straßenbahn-Triebwagen Nr. 8 von 1884 und der Beiwagen Nr. 13 der Frankfurt-Offenbacher Trambahn-Gesellschaft (FOTG). Der elektrische Teil des Triebwagens stammt von Siemens & Halske, der mechanische Teil der Fahrzeuge von der Waggonfabrik Herbrandt. Diese Fahrzeuge sind Leihgaben des Historischen Museums Frankfurt. Aufgestellt sind sie unter einer Nachbildung der damals verwendeten Schlitzrohrfahrleitung mit einer Verzweigungsweiche.

#### Früher Niederflur-Beiwagen
Revolutionär für die damalige Zeit ist ein früher Niederflur-Beiwagen, gebaut 1923 von der Waggonfabrik Uerdingen, die diesen 1924 an die Frankfurter Lokalbahn (FLAG) lieferte. Eingesetzt wurde der Beiwagen im Vorortverkehr auf den Überlandstraßenbahnstrecken zwischen Frankfurt und Oberursel sowie Bad Homburg. Es war bis zum 31. Dezember 1954 in Betrieb. Es wurde außer Dienst gestellt, da die BOStrab die damals neuen Schienenbremsen vorschrieb, die dafür erforderlichen neuen Drehgestelle jedoch zu teuer gewesen wären.

#### Erster echter Stadtbahn-Triebwagen
Ein wichtiges Ausstellungsstück ist auch der Prototyp des weltweit ersten echten Stadtbahn-Triebwagens vom Typ U1 von DUEWAG. Dieser sechsachsige Stadtbahn-Prototyp wurde 1965 erstmals auf der Internationalen Verkehrsausstellung in München präsentiert. Es wurden nur zwei Fahrzeuge gebaut, die weitgehend auf den bisher gelieferten Straßenbahnwagen basierten. Neu waren die elektronische Steuerung des Typs Simatic und die Möglichkeit, mehrere Triebwagen zu Zugverbänden kuppeln zu können. Eine Serienfertigung unterblieb jedoch. Sie wurden hauptsächlich für Fahrschul- und Probefahrten verwendet und verkehrten nur wenige Jahre im Linienbetrieb. Sie wurden bereits 1976 abgestellt, da sie nicht kompatibel mit den Stadtbahn-Wagen des Typs U2 waren.
Hinweis: Die Fahrzeuglisten sind sortierbar. Durch das Anklicken eines Spaltenkopfes wird die Liste nach dieser Spalte sortiert, ein zweites Anklicken kehrt die Sortierung um. Durch das Anklicken zweier Spalten hintereinander lässt sich jede gewünschte Kombination erzielen.
| Bezeichnung                                                  | Baujahr | Hersteller                                     | urspr. Betreiber          | Standort            | Bild |
| ------------------------------------------------------------ | ------- | ---------------------------------------------- | ------------------------- | ------------------- | ---- |
| Pferdebahnwagen 167°                                         | 1872    | Herbrandt                                      | FTG                       | Westhalle           |      |
| Triebwagen 8°                                                | 1884    | Herbrandt/Siemens & Halske                     | FOTG                      | Westhalle           |      |
| Beiwagen 13°                                                 | 1884    | Herbrandt                                      | FOTG                      | Westhalle           |      |
| Bn2t-Dampflokomotive Typ Klb-L HOHEMARK                      | 1900    | Hagans (Fabriknr. 438)                         | FLAG                      | Westhalle           |      |
| B-Triebwagen 345                                             | 1907    | Gastell                                        | Städtische Straßenbahn    | Westhalle           |      |
| R-Triebwagen 15                                              | 1908    | Werdau                                         | Offenbacher Straßenbahn   | Westhalle           |      |
| V-Triebwagen 400                                             | 1910    | Waggonfabrik Uerdingen                         | Städtische Straßenbahn    | Osthalle            |      |
| V-Beiwagen 1396                                              | 1910    | Waggonfabrik Uerdingen                         | Städtische Straßenbahn    | Osthalle            |      |
| C-Triebwagen 375                                             | 1913    | Gastell/Talbot                                 | Städtische Straßenbahn    | Westhalle           |      |
| C-Beiwagen 778                                               | 1913    | Gastell/Talbot                                 | Städtische Straßenbahn    | Westhalle           |      |
| D-Triebwagen 392                                             | 1914    | Gastell                                        | Städtische Straßenbahn    | Westhalle           |      |
| D-Beiwagen 957                                               | 1914    | Gastell                                        | Städtische Straßenbahn    | Westhalle           |      |
| Niederflurbeiwagen 1300                                      | 1923    | Waggonfabrik Uerdingen                         | Frankfurter Lokalbahn     | Osthalle            |      |
| F-Triebwagen 411                                             | 1925    | Waggonfabrik Uerdingen                         | Städtische Straßenbahn    | Westhalle           |      |
| F-Beiwagen 1508                                              | 1925    | Waggonfabrik Uerdingen                         | Städtische Straßenbahn    | Westhalle           |      |
| Schneepflug 2329                                             | 1937    | Hauptwerkstätte                                | Städtische Straßenbahn    | Osthalle            |      |
| H-Triebwagen 510                                             | 1939    | Westwaggon                                     | Städtische Straßenbahn    | Westhalle           |      |
| H-Beiwagen 1559                                              | 1938    | Waggonfabrik Uerdingen                         | Städtische Straßenbahn    | Westhalle           |      |
| J-Triebwagen 580                                             | 1947    | Fuchs                                          | Städtische Straßenbahn    | Osthalle            |      |
| I-Beiwagen 1468                                              | 1946    | Waggonfabrik Uerdingen                         | Ex Duisburger Straßenbahn | Osthalle            |      |
| K-Triebwagen 104 (Verbandswagen)                             | 1954    | Credé                                          | Städtische Straßenbahn    | Osthalle            |      |
| K-Triebwagen (Fahrschulwagen) 2000 (ex. 125) (Verbandswagen) | 1954    | Credé, Umbau Stadtwerke Frankfurt am Main 1974 | Städtische Straßenbahn    | Westhalle           |      |
| K-Beiwagen 1725 (Verbandswagen)                              | 1955    | Fuchs                                          | Städtische Straßenbahn    | Derzeit ausgelagert |      |
| Ka-Beiwagen 1684 (Verbandswagen)                             | 1953    | Fuchs, Umbau Düwag 1963                        | Städtische Straßenbahn    | Osthalle            |      |
| L-Triebwagen 236 (Duewag-Einheitswagen T 4)                  | 1956    | Düwag                                          | Städtische Straßenbahn    | Osthalle            |      |
| L-Beiwagen 1219 (Duewag-Einheitswagen B 4)                   | 1955    | Düwag                                          | Städtische Straßenbahn    | Derzeit ausgelagert |      |
| U1-Stadtbahnwagen 1001                                       | 1965    | Düwag                                          | Städtische Straßenbahn    | Osthalle            |      |

° Dauerleihgabe des Historischen Museums Frankfurt

### Straßenfahrzeuge
| Bezeichnung            | Baujahr | Hersteller              | urspr. Betreiber                  | Standort  | Bild |
| ---------------------- | ------- | ----------------------- | --------------------------------- | --------- | ---- |
| Hilfsgerätewagen III   | 1951    | Büssing 8000 R 10/Metz  | Städtische Straßenbahn            | Westhalle |      |
| Stadtlinienbus Nr. 302 | 1963    | Büssing/Düwag GBS 165-1 | Städtische Straßenbahn            | Westhalle |      |
| Oberleitungsbus Nr. 55 | 1963    | Büssing/Ludewig/Kiepe   | Oberleitungsbus Offenbach am Main | Westhalle |      |
| Stadtlinienbus Nr. 12  | 1964    | Büssing Senator         | Städtische Straßenbahn            | Westhalle |      |

## Weitere Altfahrzeuge
Das Museum bietet im gegenwärtigen Zustand keinen weiteren Aufstellplatz für weitere ausgemusterte Fahrzeuge. Diese sind derzeit nicht für Besucher zugänglich an verschiedenen Standorten der VGF abgestellt. Von den seit 1995 ausgemusterten Großraumwagen blieben mehrere Exemplare betriebsfähig erhalten. Sie sind im Betriebshof Gutleut stationiert und können für Sonderfahrten gemietet werden. Der Aufbau des Wagens 2 der Homburger Straßenbahn wurde 1986 in Neu-Anspach wiederentdeckt und gehört heute zum Bestand des Frankfurter Verkehrsmuseums. Er ist in der Wagenhalle Neu-Isenburg eingelagert.
| Bezeichnung                                             | Baujahr | Hersteller           | urspr. Betreiber                    | Standort                         | Bild |
| ------------------------------------------------------- | ------- | -------------------- | ----------------------------------- | -------------------------------- | ---- |
| Wagen 2, ohne Fahrgestell                               | 1899    | Bröker               | Ehemalige Bad Homburger Straßenbahn | Wagenhalle Neu-Isenburg          |      |
| Akkulok 2020                                            | 1926    | Maffei/Schwartzkopff | Stadtwerke Frankfurt                | Wagenhalle Oberursel-Bommersheim |      |
| L-Triebwagen 124 (ex 224) (Duewag-Einheitswagen T 4)    | 1956    | Düwag                | Stadtwerke Frankfurt                | Betriebshof Gutleut              |      |
| L-Beiwagen 1242 (Duewag-Einheitswagen B 4)              | 1956    | Düwag                | Stadtwerke Frankfurt                | Betriebshof Gutleut              |      |
| M-Triebwagen 102 (ex 602) (Duewag-Einheitswagen GT 6)   | 1959    | Düwag                | Stadtwerke Frankfurt                | Betriebshof Gutleut              |      |
| M-Beiwagen 1804 (Duewag-Einheitswagen B 4)              | 1959    | Düwag                | Stadtwerke Frankfurt                | Betriebshof Gutleut              |      |
| N-Triebwagen 112 (ex 812) (Duewag-Einheitswagen GT 8)   | 1963    | Düwag                | Stadtwerke Frankfurt                | Betriebshof Gutleut              |      |
| O-Triebwagen 111 (ex 902) (Duewag-Einheitswagen GT 8 Z) | 1969    | Düwag                | Stadtwerke Frankfurt                | Betriebshof Gutleut              |      |
| O-Triebwagen 110 (ex 908) (Duewag-Einheitswagen GT 8 Z) | 1969    | Düwag                | Stadtwerke Frankfurt                | StZW                             |      |

| Bezeichnung           | Baujahr | Hersteller          | urspr. Betreiber     | Standort             | Bild |  |
| --------------------- | ------- | ------------------- | -------------------- | -------------------- | ---- |  |
| Standardlinienbus 434 | 1979    | Mercedes-Benz O 305 | Stadtwerke Frankfurt | Betriebshof Rebstock |      |  |

## Weitere Exponate
Neben den kompletten Fahrzeugen sind in dem Verkehrsmuseum auch verschiedene Exponate zu sehen, die mit dem Betrieb der Fahrzeuge im Zusammenhang stehen. Auf dem Freigelände zwischen den beiden Museumshallen sind außerdem Signalanlagen und verschiedene Mustergleise zu sehen.

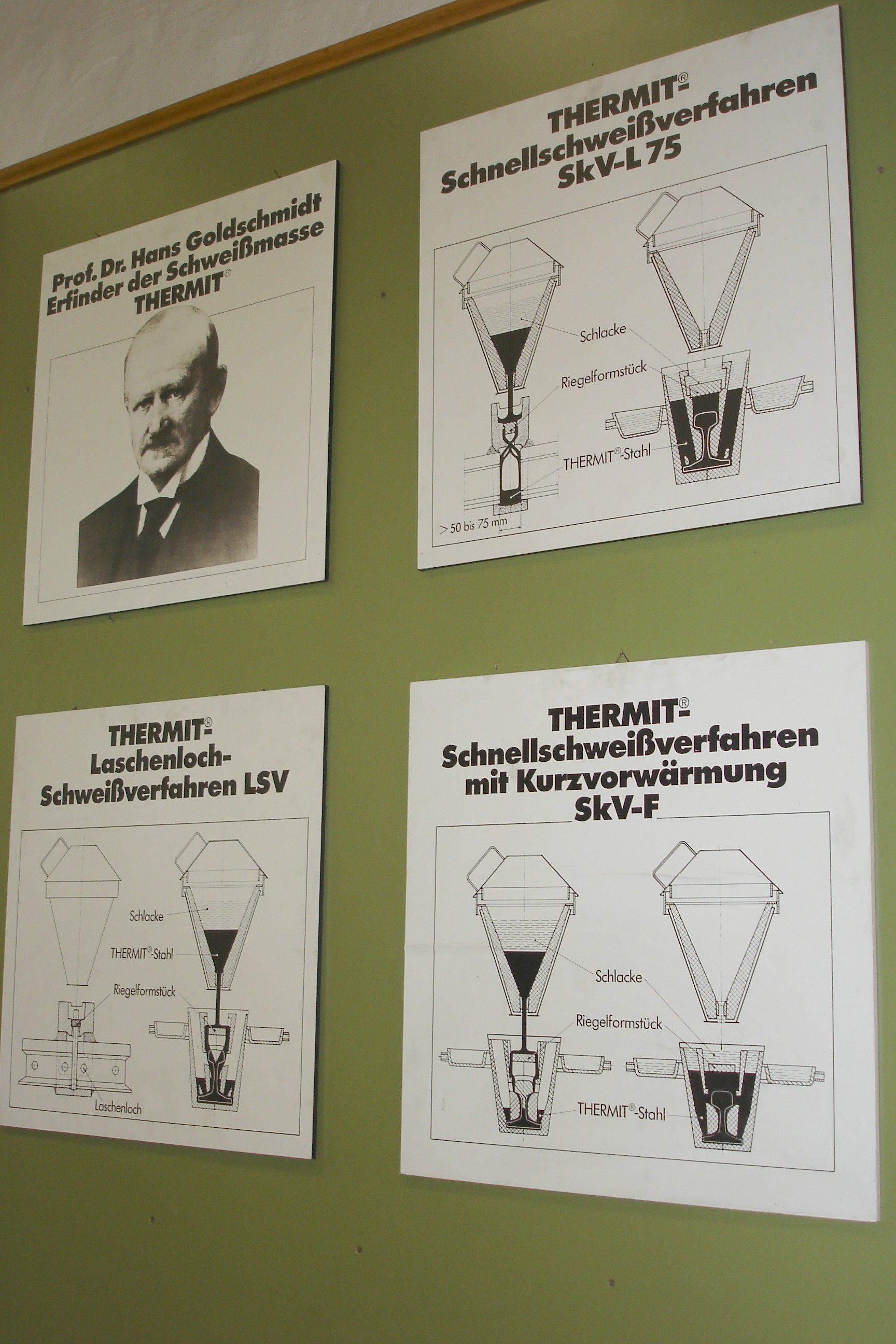
Schienenschweißung
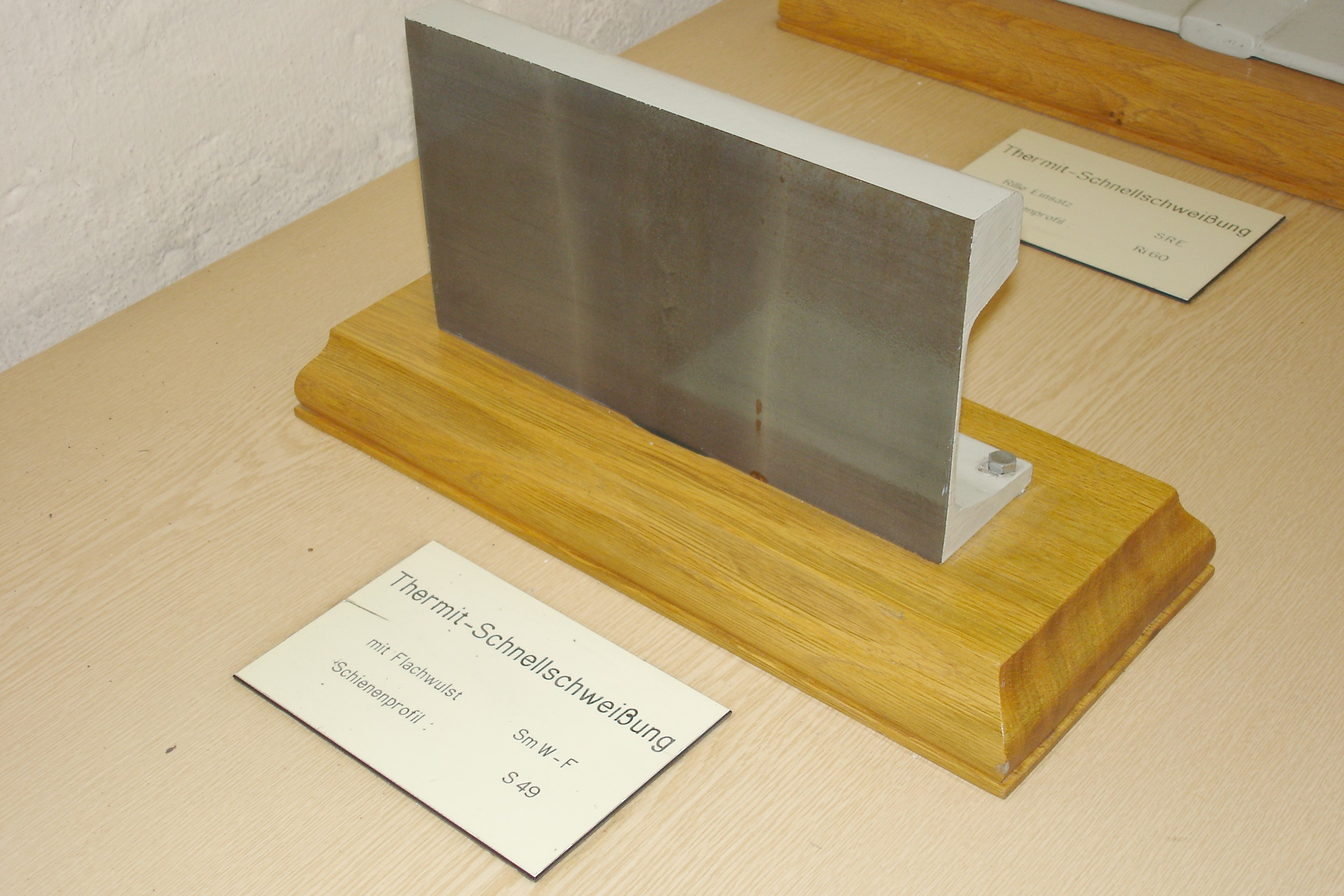
Musterschweißung
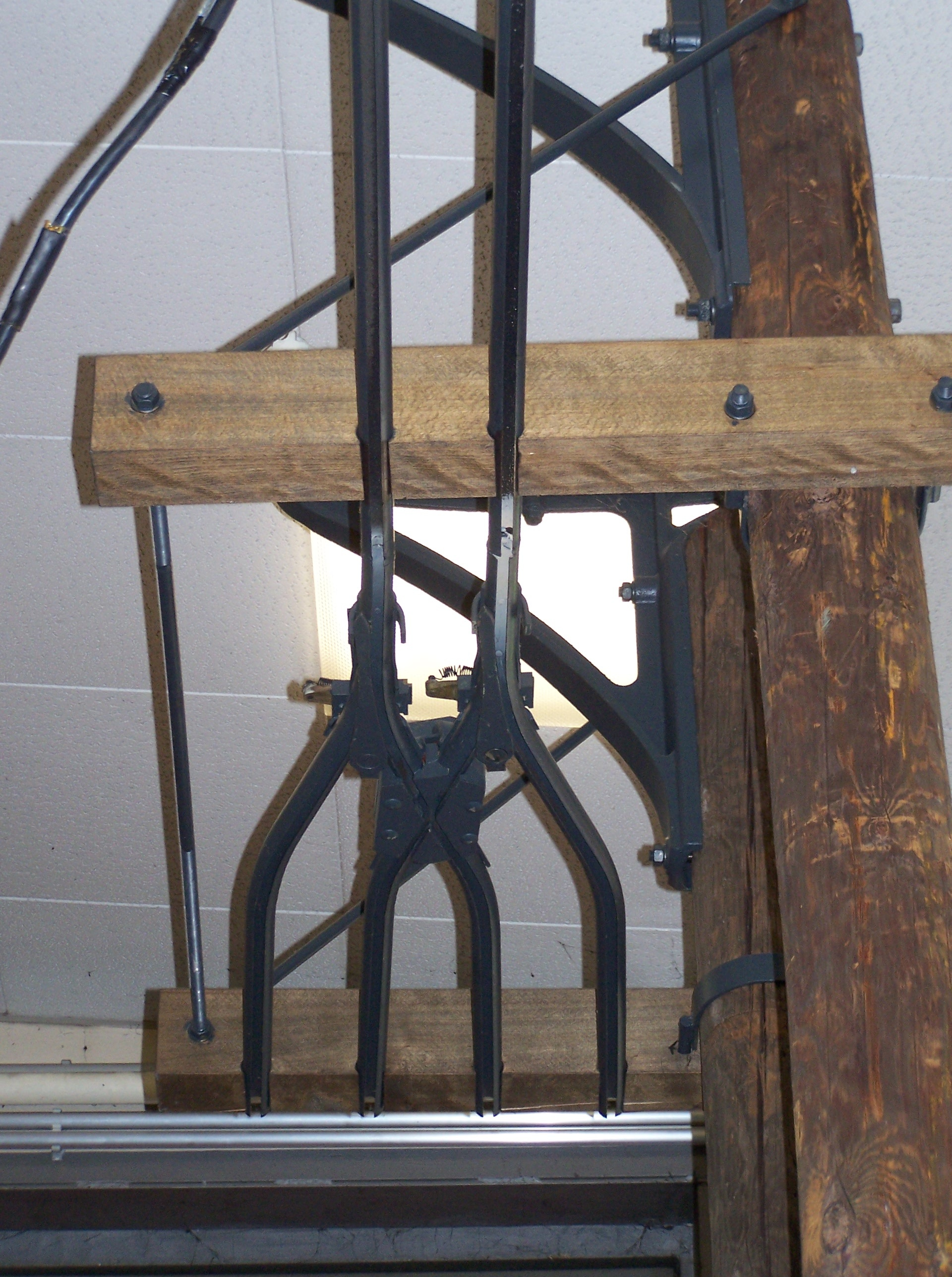
Weiche einer Schlitzrohrfahrleitung der FOTG
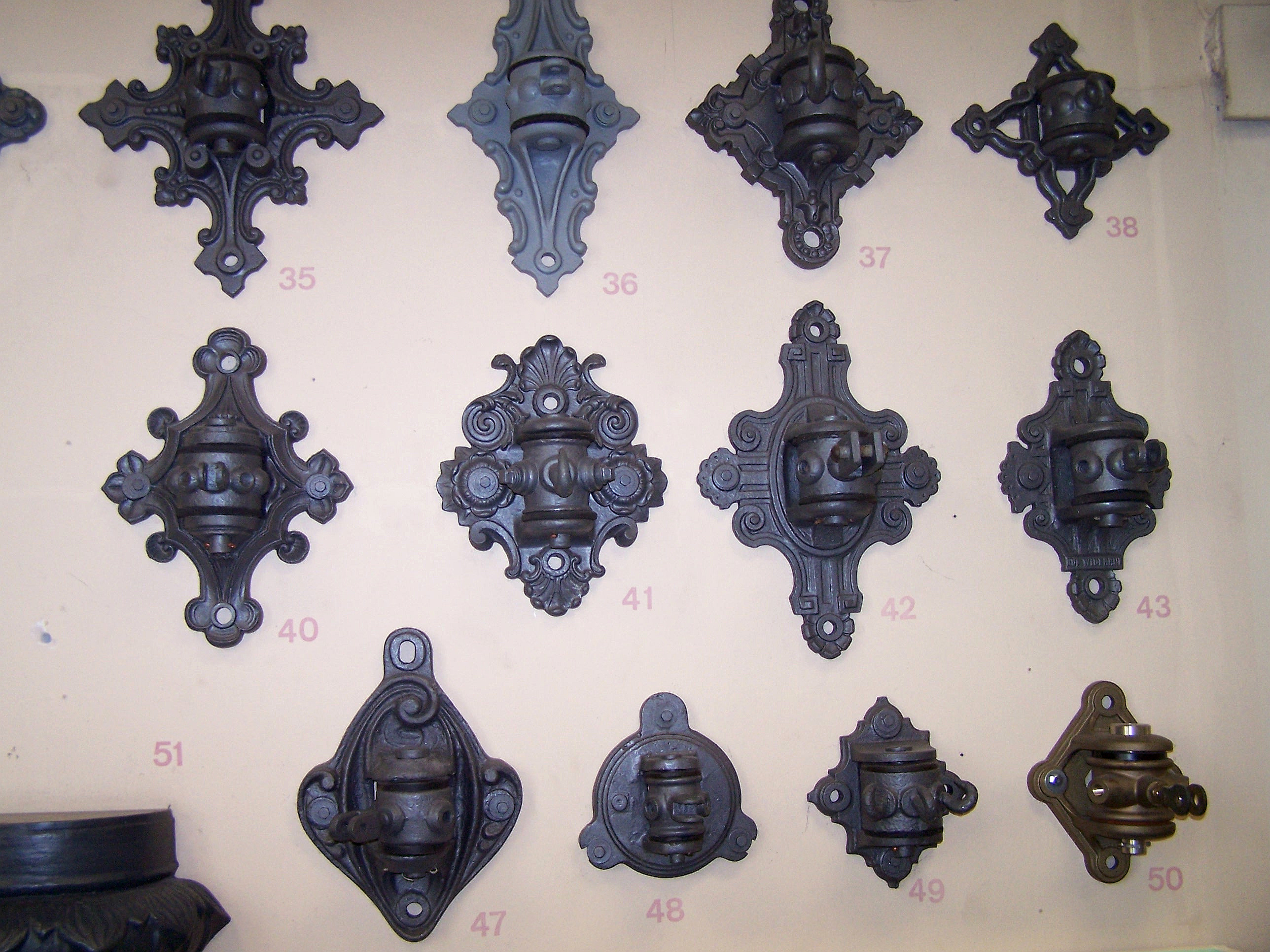
Rosetten für die Befestigung von Oberleitungen
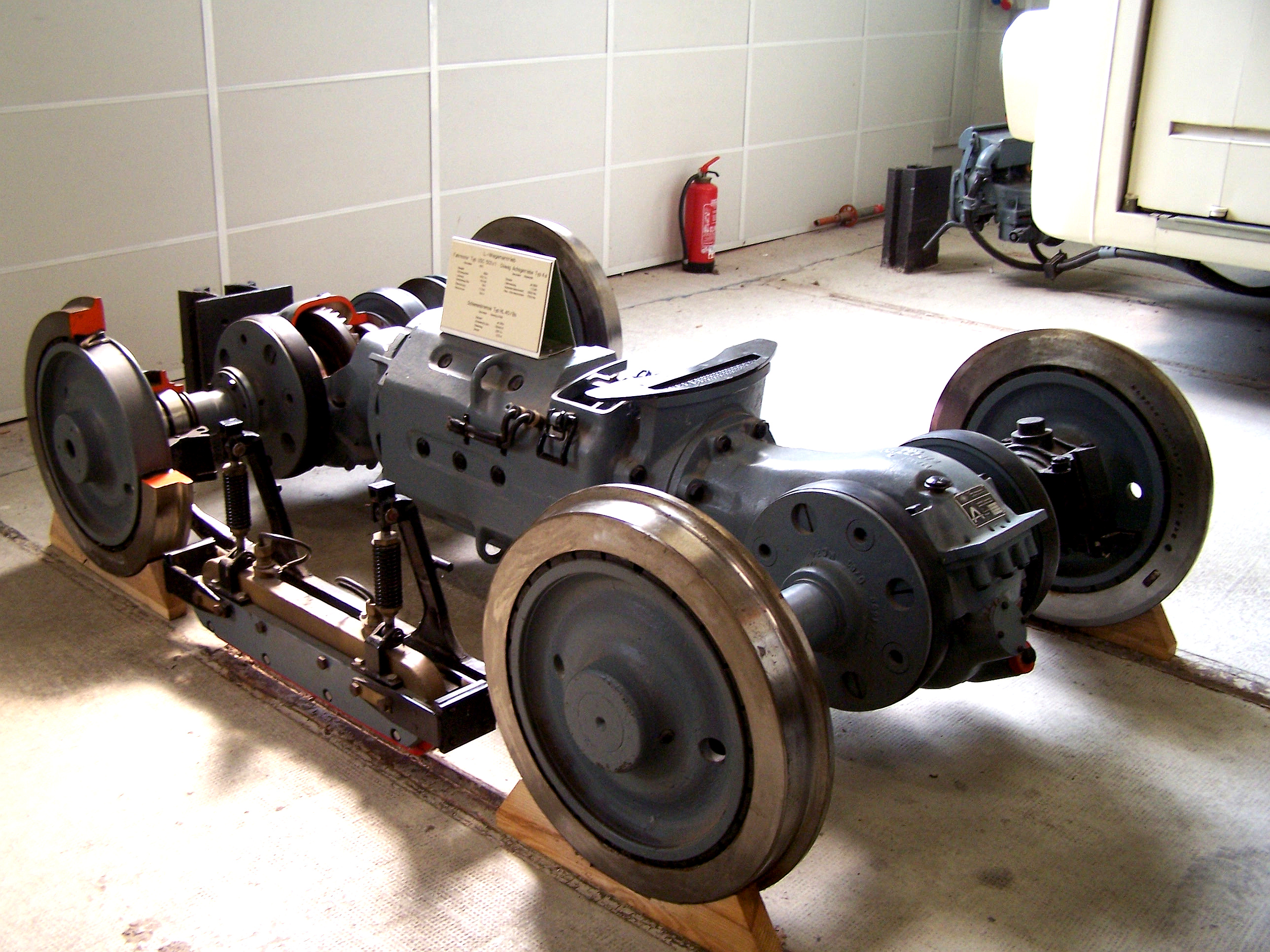
Drehgestell eines L-Triebwagens
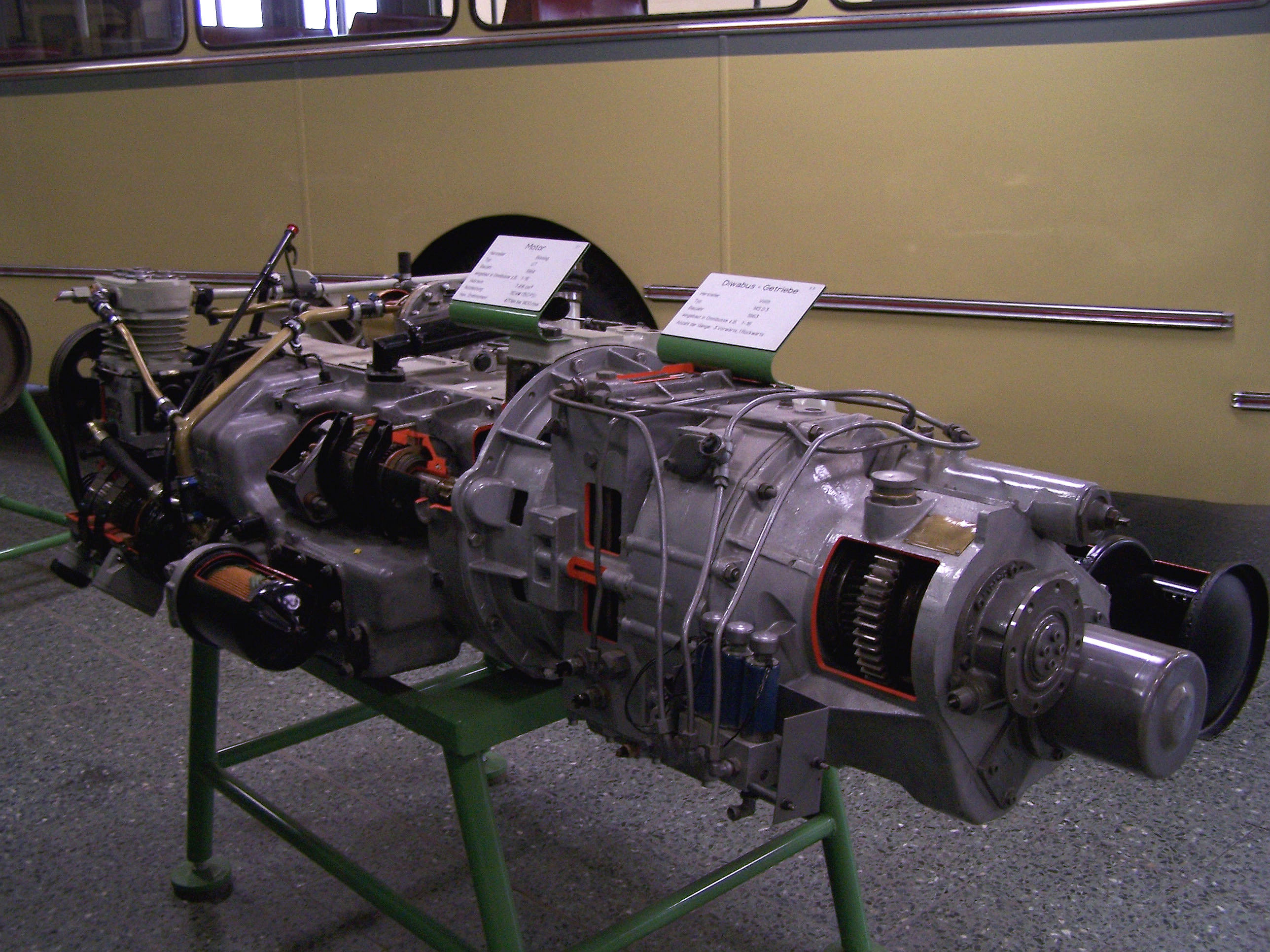
Büssing Busmotor und Getriebe von 1964
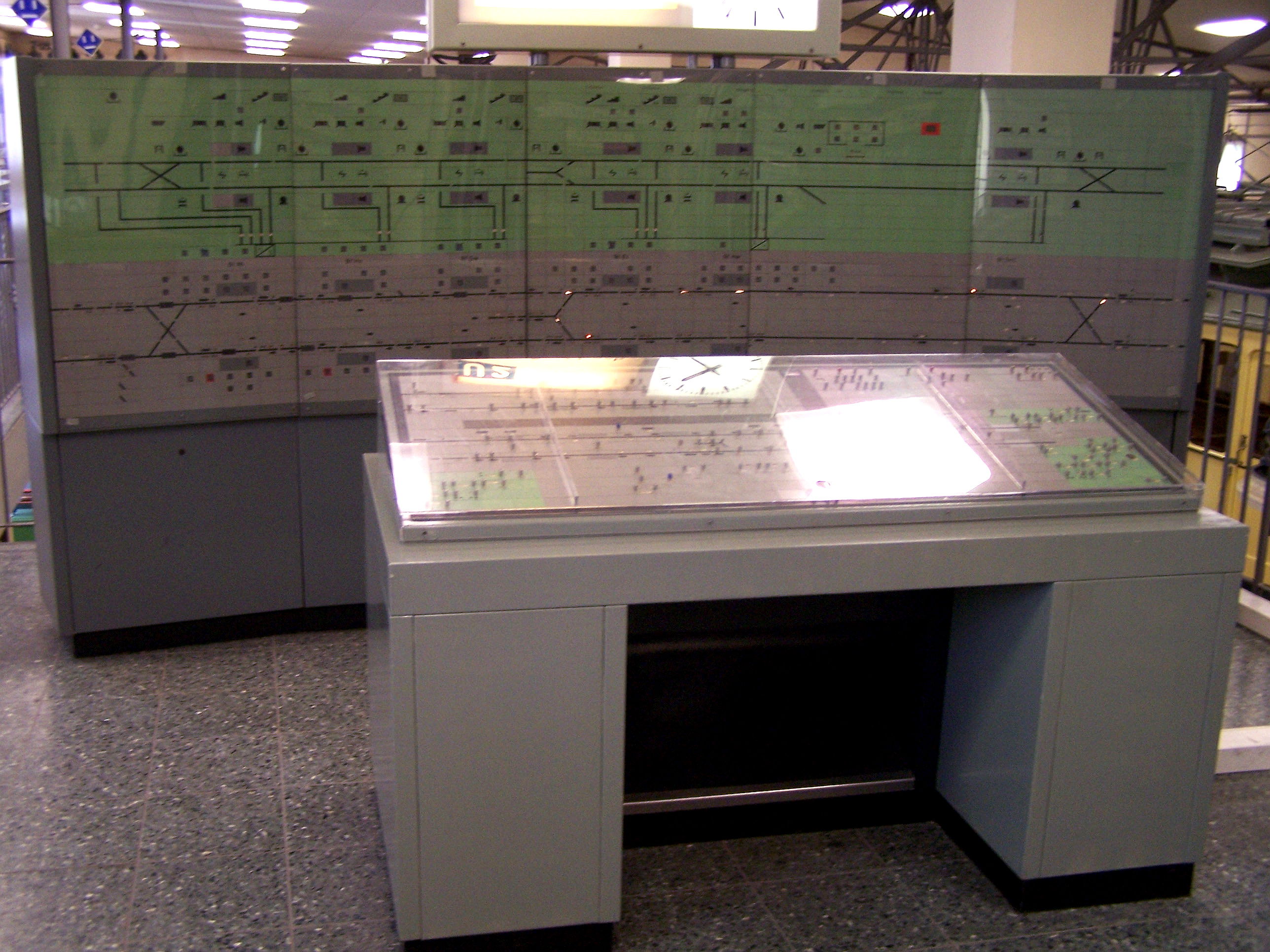
U-Bahn Stellwerkspult
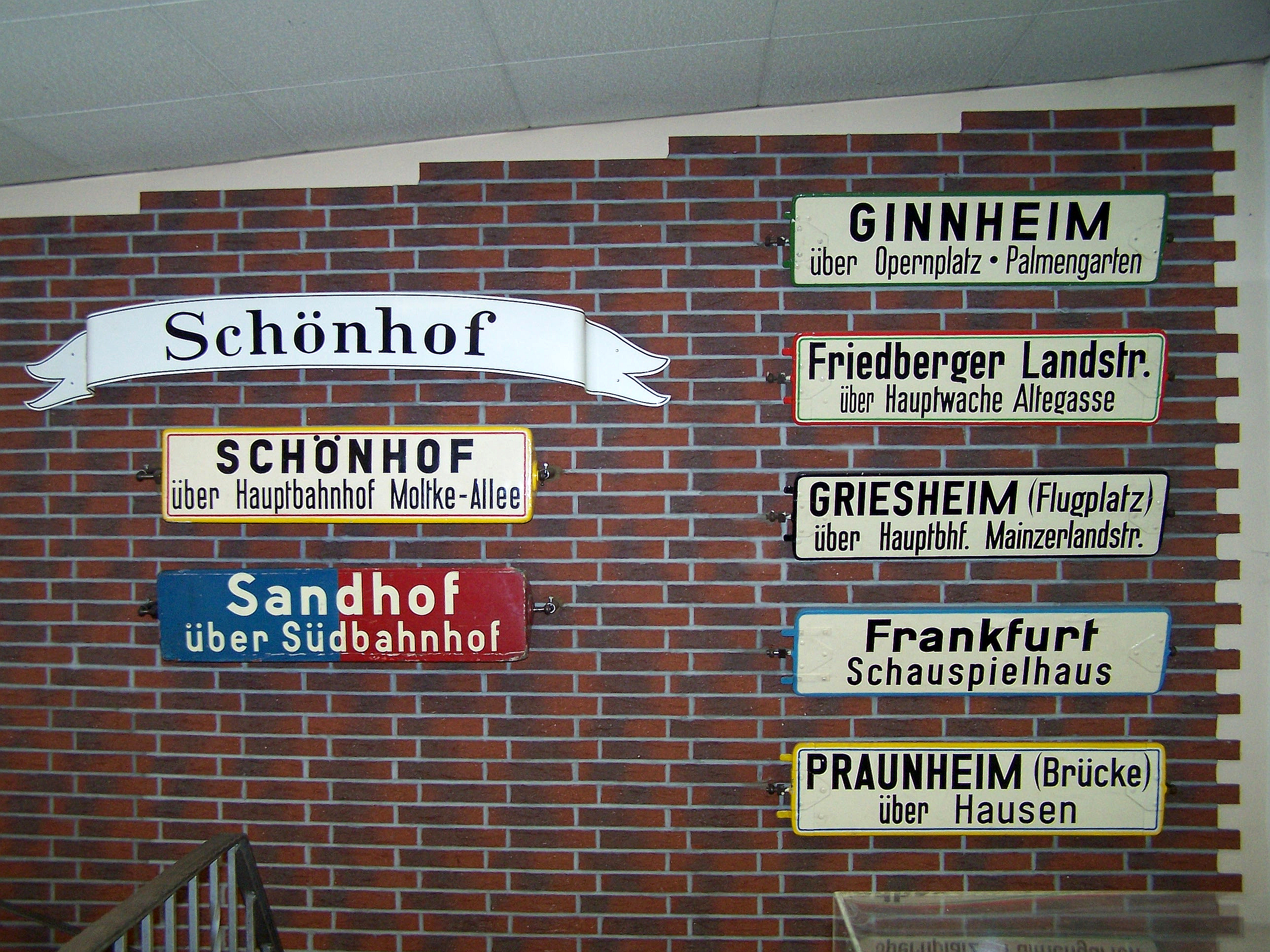
Straßenbahn-Zielanzeiger
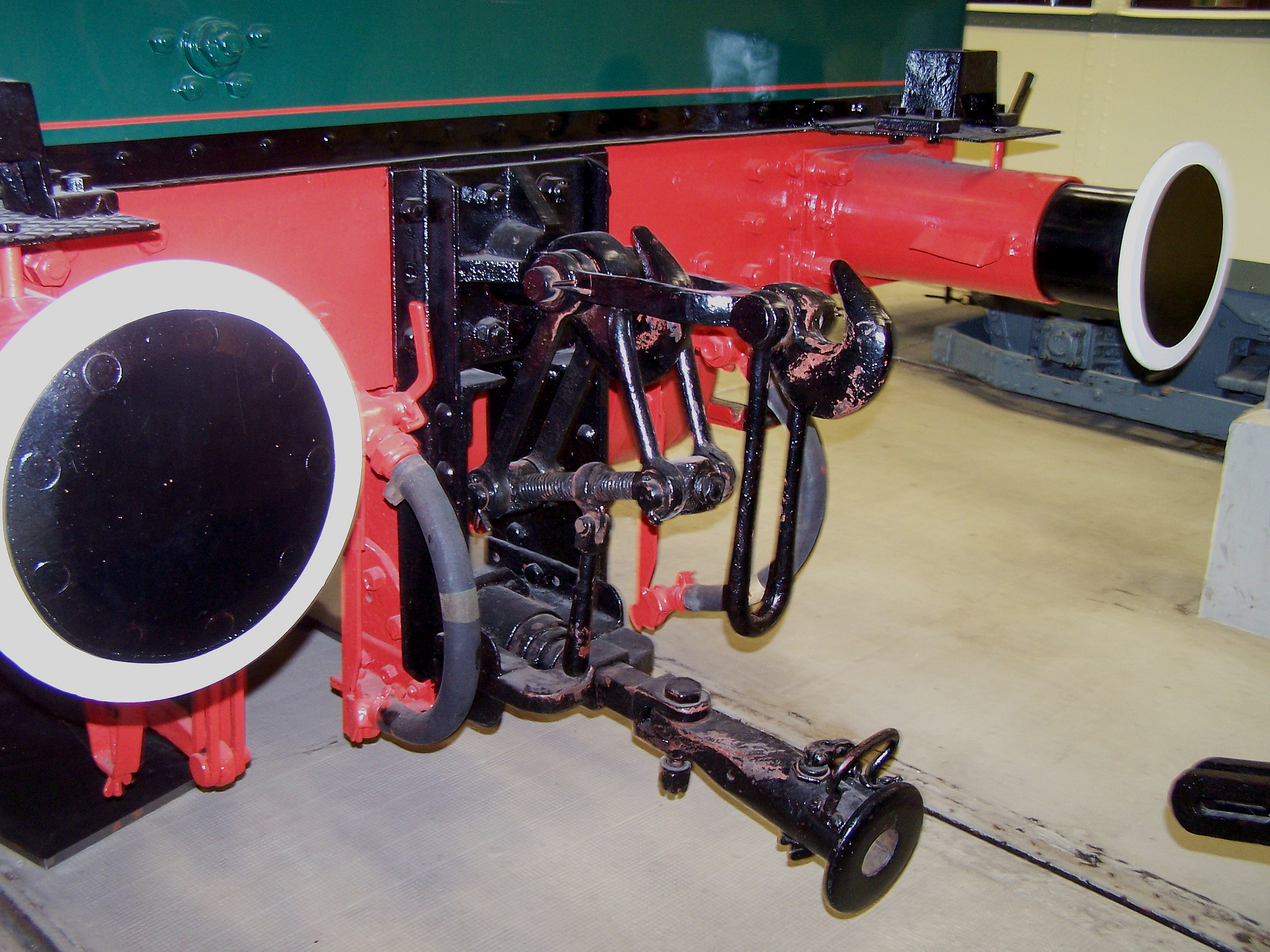
Eisen- und Straßenbahnkupplung an der Dampflokomotive HOHEMARK
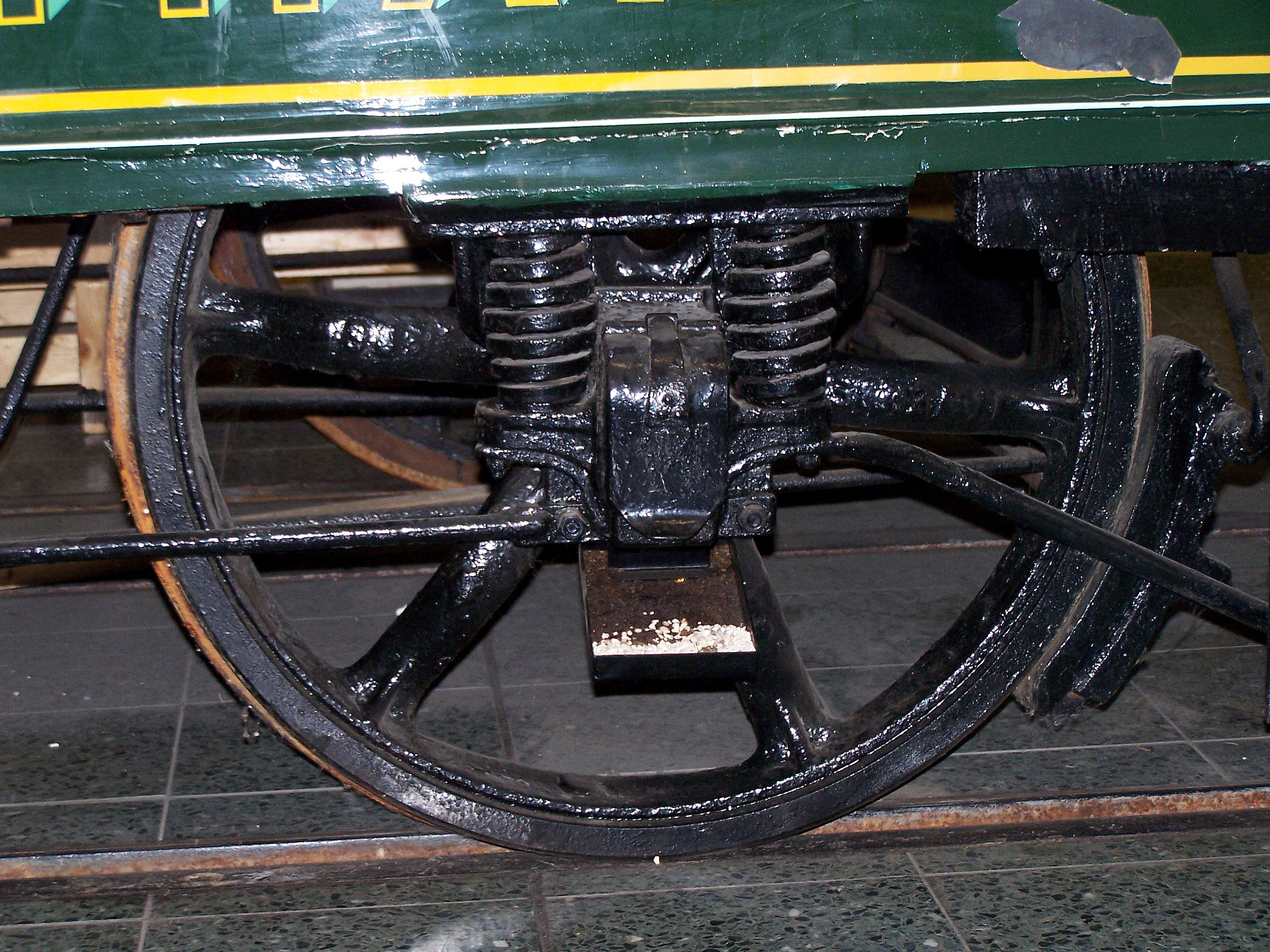
Speichenrad des Pferdebahnwagens 167 der FTG
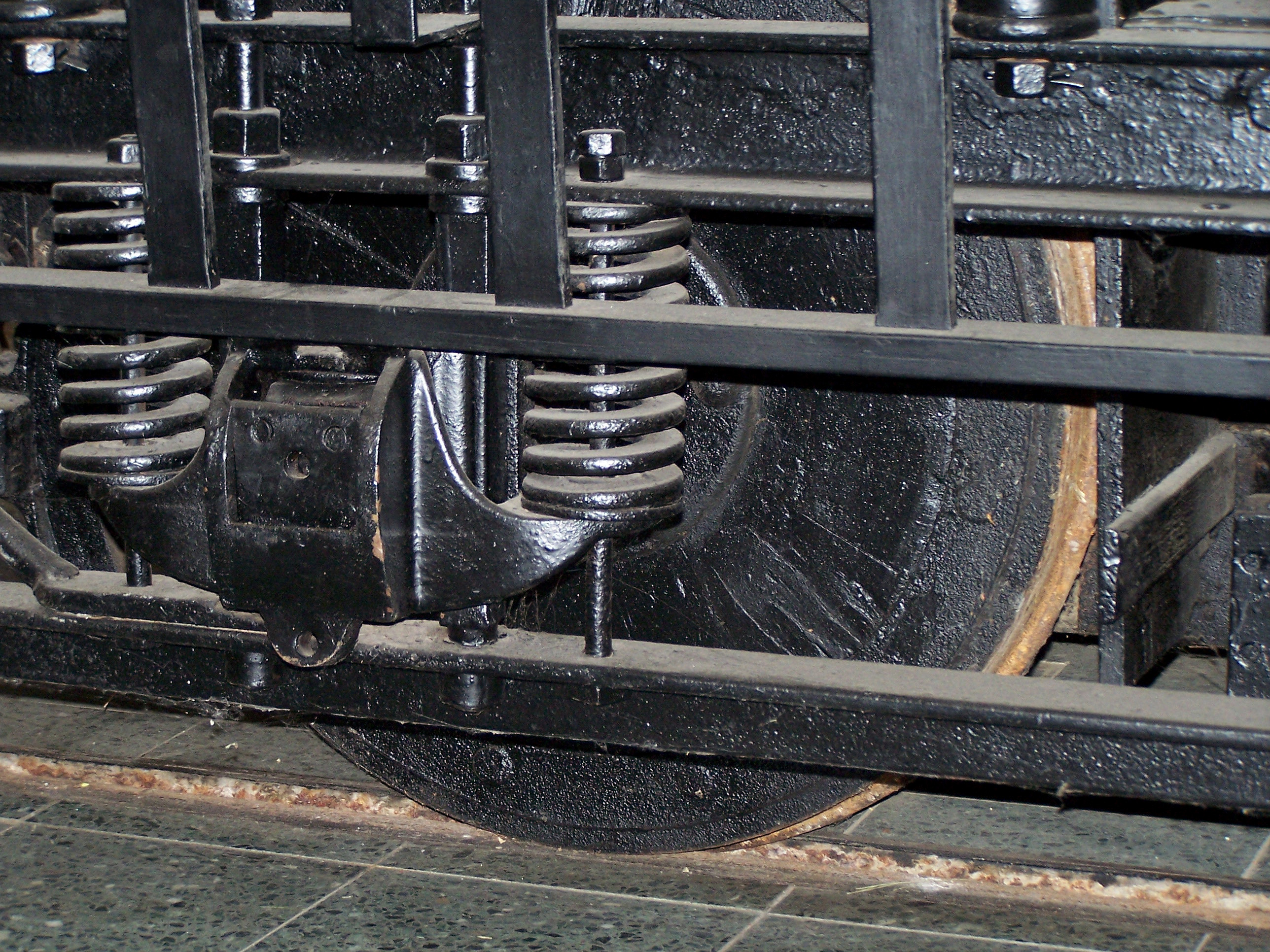
Hölzernes Scheibenrad mit stählernem Radreifen des Triebwagens 8 der FOTG
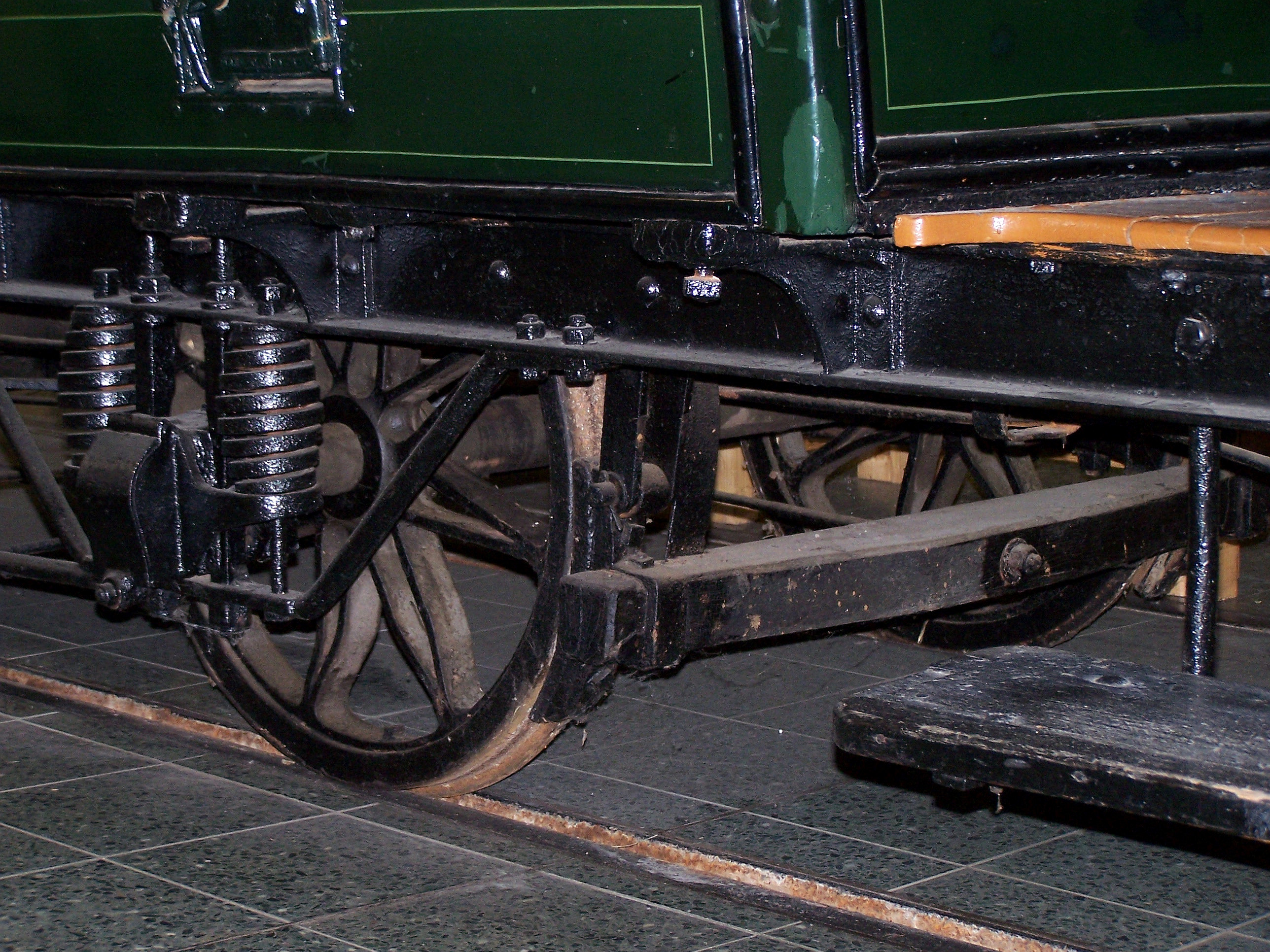
Speichenräder des Beiwagens 13 der FOTG